# Xiphocentron surinamense
Xiphocentron surinamense is een schietmot uit de
familie Xiphocentronidae. De soort komt voor in het Neotropisch gebied.